# Foiano di Val Fortore
Foiano di Val Fortore est une commune italienne de la province de Bénévent dans la région Campanie en Italie.

## Administration
| Période                                  | Période | Identité | Étiquette | Qualité |
| ---------------------------------------- | ------- | -------- | --------- | ------- |
|                                          |         |          |           |         |
| Les données manquantes sont à compléter. |         |          |           |         |

### Communes limitrophes
Baselice, Molinara, Montefalcone di Val Fortore, Roseto Valfortore, San Bartolomeo in Galdo, San Giorgio La Molara, San Marco dei Cavoti

## Personnalités
- Peter Marcasiano (1921-1984), artiste américain, est né à Foiano di Val Fortore.